# Tam moskusand
Tam moskusand (Cairina moschata domestica) er en fugl i andefamilien.  Hos tam moskusand er den nøgne hud over næbbet rød og ikke sort som hos vilde moskusænder. Fjerdragten kan være både blå, brun og hvid, og vægten er højere.
Kød fra moskusænder eller fra hybrider (krydsninger) af moskusænder sælges under betegnelsen Berberiand. I Frankrig skete der en stor stigning i opdrættet af moskusand fra 1975 og frem. De opdrættede fugle (hanner) vokser til en vægt af mere end 4 kg på kun 12 uger, og kødet skulle være mindre fedt end hos tamænder, der nedstammer fra gråand. Selv om moskusanden er en tropisk fugl, tåler den nemt temperaturer ned til -12 °C., og kan derfor også opdrættes i nordligere lande.
Forvildede tamme moskusænder ses - med stigende hyppighed - i Danmark.